# Société des Dix
La Société des Dix a été fondée en 1935 par un groupe d'historiens québécois.
Ses Cahiers des Dix sont publiés depuis 1936 pour faire découvrir au public divers aspects de la mémoire et du patrimoine de l'Amérique française.
Elle remet annuellement depuis 2001, le Prix des Dix.

## Membres

### Fauteuil no 1
- Gérard Malchelosse (1935)
- Philippe Sylvain (1969)
- Pierre Trépanier (1988)
- Simon Langlois (2006)

### Fauteuil no 2
- Victor Morin (1935)
- Louis-Philippe Audet (1959)
- Lucien Campeau (1973)
- Mireille Barrière (1998)
- Yvan Lamonde (2000)
- Andrée Fortin (2016)
- Jean-François Palomino (2023)

### Fauteuil no 3
- Ægidius Fauteux (1935)
- Léo-Paul Desrosiers (1941)
- Luc Lacourcière (1967)
- Gilles Gallichan (1993)
- Christian Blais (2019)[1]

### Fauteuil no 4
- Édouard-Zotique Massicotte (1935)
- Raymond Douville (1948)
- Roger Le Moine (1988)
- Denys Delâge (2005)

### Fauteuil no 5
- Francis-J. Audet (1935)
- Jean Bruchési (1943)
- Jean-Charles Bonenfant (1963)
- Claude Galarneau (1978)
- Laurier Lacroix (2005)

### Fauteuil no 6
- Olivier Maurault (1935)
- Armand Yon (1966)
- Pierre Savard (1979)
- Bernard Andrès (1999)
- Lucie Robert (2018)[2]

### Fauteuil no 7
- Pierre-Georges Roy (1935)
- Antoine Roy (1953)
- Robert-Lionel Séguin (1963)
- Benoît Lacroix (1982)
- Jean Simard (1991)
- Jocelyne Mathieu (1999)

### Fauteuil no 8
- Albert Tessier (1935)
- Séraphin Marion (1962)
- Guy-Marie Oury (1983)
- Fernand Harvey (1997)

### Fauteuil no 9
- Aristide Beaugrand-Champagne (1935)
- Jacques Rousseau (1951)
- André Vachon (1970)
- Marcel Moussette (1997)
- Louis-Georges Harvey (2011)

### Fauteuil no 10
- Montarville Boucher de la Bruère (1935)
- Maréchal Nantel (1940)
- Léon Trépanier (1954)
- Sylvio LeBlond (1969)
- André Sévigny (1988)
- Michel Lessard (1994)
- Marie-Thérèse Lefebvre (2002)
- Dominique Deslandres (2017)

### Membre associé
- Conrad Laforte

### Membres émérites
- Mireille Barrière
- Benoît Lacroix
- Jean Simard
- Michel Lessard
- Pierre Trépanier
- Roger Le Moine
- Marcel Moussette
- Bernard Andrès
- Gilles Gallichan

## Les Cahiers des Dix
- Les Cahiers des Dix. volumes 1 à 43 (1936-1983) (en ligne)

Les Cahiers des Dix en ligne
- Sommaire des numéros, avec liens vers les exemplaires numérisés sur Nos Racines ou Erudit